# William Craig
William Norval Craig, né le 16 janvier 1945 à Culver City et mort le 1er janvier 2017, est un nageur américain. Lors des Jeux olympiques d'été de 1964 disputés à Tokyo, il a participé au relais 4 × 100 m quatre nages permettant aux Américains de remporte la médaille d'or, accompagnée d'un nouveau record du monde.

## Palmarès

### Jeux olympiques
- médaille d'or au relais 4 × 100 m quatre nages aux Jeux olympiques de Tokyo en 1964

### Jeux panaméricains
- médaille or au relais 4 × 100 m quatre nages à São Paulo en 1963